# Innervillgraten
Innervillgraten – gmina w Austrii, w kraju związkowym Tyrol, w powiecie Lienz. Liczy 953 mieszkańców (1 stycznia 2015).